# Cơ Xương
Cơ Xương (chữ Hán: 姬昌, 1154 TCN - 1046 TCN), còn hay được gọi là Chu Văn vương (周文王), một thủ lĩnh bộ tộc Chu cuối thời nhà Thương trong lịch sử Trung Quốc. Ông là người đã xây nền móng triều đại nhà Chu trong lịch sử Trung Quốc.

## Thân thế
Cơ Xương người đất U (nay thuộc ấp Tuần, huyện Bân, tỉnh Thiểm Tây). Khi cha Cơ Xương là Cơ Quý Lịch còn ở ngôi, Chu tộc chỉ là một nước nhỏ thuộc vương triều nhà Thương.
Quý Lịch từng dẫn người tộc Chu từ sông Vị xuống xây thành Cư Ấp ở Chu Nguyên, phía tây nam núi Kỳ Sơn, gây dựng cơ sở tiến về phía Đông. Về sau, Quý Lịch bị vua nhà Thương giết hại, Cơ Xương nối ngôi cha làm tước Bá.

## Cai trị
Cơ Xương ghi nhớ mối thù giết cha, quyết tâm cai trị tốt đất nước của mình, từ đó lật đổ ách thống trị của triều Thương. Ông theo cách của ông nội là Cổ Công Đản Phủ, xua đuổi thế lực dị tộc lân cận, đồng thời với việc dùng binh ở ngoài, tăng cường, chỉnh đốn nội chính. Ông đối xử với dân khoan hậu, giảm bớt tô thuế. Ông còn luôn luôn mặc quần áo của người bình thường ra đồng ruộng đốc thúc nông phu khai khẩn đất đai, quan tâm đến bệnh tật, nỗi khốn khổ của trăm họ lớp dưới và những người cô quả già yếu.
Ông ra lệnh: "Một người có tội, không được để liên luỵ đến người khác". Những chính sách ấy tạo nên sự đối nghịch rõ rệt với sự thống trị tàn bạo của nhà Thương, khiến nước láng giềng có không ít người bồng bế con cái chạy sang nước Chu nương nhờ.
Ngoài ra, để thực hiện nghiệp lớn diệt Thương, Cơ Xương đã thực hiện nhiều biện pháp thu hút nhân tài. Hễ gặp một người có kiến thức, có tài văn võ, thì nhiệt tình khoản đãi, kề gối chuyện trò. Một ví dụ điển hình là đích thân đến mời Lã Vọng (Khương Tử Nha) là một ông già câu cá bên sông Vị khi đó đã hơn sáu mươi tuổi, và phong ông làm tướng soái cầm quân đội đánh nhà Thương, thậm chí yêu cầu con mình gọi ông là Thượng Phụ. Bởi vậy, kẻ sĩ bốn phương tấp nập đến quy phục.
Thực hiện chính sách mở mang của Cơ Xương, nước Chu trở thành một nước lớn mạnh ở phía tây, khiến Trụ Vương lo ngại. Trụ vương ngoài mặt phong Cơ Xương làm Tây Bá (西伯), nên còn gọi là Bá Xương. Tuy trao tước vị thống soái một phương, nhưng Trụ Vương lại tìm cách vờ mời Cơ Xương đến kinh đô Triều Ca, rồi bịa đặt ra tội danh để bắt giam Cơ Xương ở ngục Dữu Lý. Sau nhờ bầy tôi của Tây Bá dâng mỹ nữ, vật lạ cho Trụ Vương, Trụ Vương mới tha cho Cơ Xương.
Sau khi trở về đất Chu, Cơ Xương tăng cường gấp rút diệt Thương. Ông dẫn quân vượt Hoàng Hà về phía đông, đánh thẳng đến khu vực trung tâm triều Thương, chiếm cứ phần lớn vùng phía nam sông Vị, hình thành cục diện "ba phần thiên hạ có hai phần". Đang lúc Cơ Xương chuẩn bị phát động cuộc tiến công cuối cùng diệt Thương, thì không may ông bị bệnh mất. Trước khi lâm chung, ông dặn dò người sau phải hoàn thành nghiệp lớn diệt Thương.
Về sau con ông là Cơ Phát kế nghiệp, thực hiện được ý nguyện của ông, diệt vua Trụ nhà Thương, xây dựng lên nhà Chu, trở thành thiên tử đầu tiên, truy tôn ông là Văn vương.
Năm 690, Võ Tắc Thiên xưng đế, lấy quốc hiệu là Chu, đặt miếu hiệu cho ông là Thủy Tổ, thụy hiệu là Văn hoàng đế.

## Gia quyến
- Cha: Cơ Quý Lịch
- Mẹ: Thái Nhâm
- Vợ: Thái Tự

1. Thái Tự, còn gọi là Chu Văn Mẫu.
2. Em gái của Đế Ất.
3. Hai mươi tư bà thiếp.

- Con cái: Hơn 100 người, những người đáng chú ý là:

1. Bá Ấp Khảo
2. Cơ Phát (tức Chu Vũ Vương)
3. Cơ Tiên (sau được phong làm quân chủ nước Quản)
4. Cơ Độ (sau được phong làm quân chủ nước Sái)
5. Cơ Đán (sau được phong làm quân chủ nước Lỗ)
6. Cơ Phong (sau được phong làm quân chủ nước Khang 康, và, sau loạn tam giám, cải phong làm quân chủ nước Vệ)
7. Cơ Vũ (sau được phong làm quân chủ nước Thành)
8. Cơ Xử (sau được phong làm quân chủ nước Hoắc)
9. Cơ Trịnh (sau được phong làm quân chủ nước Mao)
10. Cơ Tái (sau được phong làm quân chủ nước Đam)
11. Cáo thúc (sau được phong làm quân chủ nước Cáo)
12. Ung bá (sau được phong làm quân chủ nước Ung)
13. Cơ Chấn Đạc (sau được phong làm quân chủ nước Tào)
14. Cơ Tú (sau được phong làm quân chủ nước Đằng)
15. Cơ Cao (sau được phong làm quân chủ nước Tất)
16. Nguyên bá (sau được phong làm quân chủ nước Nguyên)
17. Phong hầu (sau được phong làm quân chủ nước Phong)
18. Tuân bá (sau được phong làm quân chủ nước Tuân)